# كاثرين بيرنهارت
كاثرين بيرنهارت (بالإنجليزية: Katherine Bernhardt)‏ هي فنانة أمريكية، ولدت في 1975.